# Dolores Dwyer
Dolores Dwyer (Dolores Ann Dwyer, verheiratete Duffy; * 25. Dezember 1934 in New York City; † 29. Oktober 2011 ebenda) war eine US-amerikanische Sprinterin.
1951 wurde sie bei den Panamerikanischen Spielen in Mexiko-Stadt Sechste über 200 m und siegte mit dem US-Quartett in der 4-mal-100-Meter-Staffel.
Bei den Olympischen Spielen 1952 in Helsinki schied sie über 200 m im Vorlauf aus.
1950 wurde sie US-Meisterin über 50 m und 1953 über 200 m. Dreimal holte sie in der Halle den nationalen Titel über 50 Yards (1949, 1950, 1952).

## Persönliche Bestzeiten
- 100 m: 12,0 s, 25. Juli 1953, San Antonio
- 200 m: 24,4 s, 24. Juli 1953, San Antonio